# Steve Simonsen
Steve Simonsen est un footballeur anglais né le 3 avril 1979 à South Shields, en Angleterre. Évoluant au poste de gardien de but, il joue actuellement au Rangers Football Club.

## Palmarès
Rangers FC
- Championnat d'Écosse de football D3 / SFL D2
  - Vainqueur (1): 2014